# Haradzieja
Haradzieja (biał. Гарадзея; ros. Городея, Gorodieja) – wieś na Białorusi, w obwodzie mińskim, w rejonie dzierżyńskim, w sielsowiecie Dzierżyńsk.
Haradzieja położona jest pomiędzy linią kolejową Moskwa – Mińsk – Brześć, węzłem drogi magistralnej M1 z drogą republikańską R1 oraz drogą republikańską R65. Od zachodu graniczy z Dzierżyńskiem.